# ۲سی-تی-۱۳
۲سی-تی-۱۳ (به انگلیسی: 2C-T-13) با فرمول شیمیایی C۱۳H۲۱NO۳S یک ترکیب شیمیایی است. که جرم مولی آن ۲۷۱٫۳۸ g/mol می‌باشد. 